# Fédération Burkinabé de Badminton
Die Fédération Burkinabé de Badminton ist die oberste nationale administrative Organisation in der Sportart Badminton in Burkina Faso. 

## Geschichte
Die Fédération Burkinabé de Badminton wurde im Oktober 2014 gegründet. 2016 wurde der Verband Mitglied im Weltverband Badminton World Federation. Der Verband ist ebenfalls Mitglied im kontinentalen Dachverband Badminton Confederation of Africa. Der Sitz des Verbandes befindet sich in Ouagadougou. Der Verband gehört dem Nationalen Olympischen Komitee an.

## Bedeutende Persönlichkeiten
- Pamoussa Zongo, Präsident